# Kollumerland en Nieuwkruisland
Kollumerland en Nieuwkruisland  è una ex-municipalità dei Paesi Bassi di 13 002 abitanti situata nella provincia della Frisia.
Soppressa il 1º gennaio 2019, il suo territorio, assieme a quello delle ex-municipalità di Dongeradeel e di Ferwerderadiel, è andato a formare la nuova municipalità di Noardeast-Fryslân.